# Джим Макіналлі
Джим Макіналлі (англ. Jim McInally, нар. 19 лютого 1964, Глазго) — шотландський футболіст, що грав на позиції півзахисника. По завершенні ігрової кар'єри — футбольний тренер. З 2011 року очолює тренерський штаб команди «Пітерхед».
Виступав, зокрема, за клуб «Данді Юнайтед», а також національну збірну Шотландії.
Володар Кубка шотландської ліги. Володар Кубка Шотландії. 

## Клубна кар'єра
У дорослому футболі дебютував 1982 року виступами за команду «Селтіка», в якій протягом сезону провів лише одну гру чемпіонату. Сезон 1983/84 провів в оренді у «Данді», після чого уклав контракт з англійським «Ноттінгем Форест», за який відіграв півтора року. 
На початку 1986 року став гравцем «Ковентрі Сіті», проте вже влітку того ж року керівництво англійського клубу узгодило трансфер Макіналлі і ще одного шотландця Девіда Боумена до «Данді Юнайтед», в якому обоє розкрили свої футбольні таланти і провели найкращі роки ігрової кар'єри. Зокрема Макіналлі відіграв за цю команду з Данді дев'ять сезонів своєї ігрової кар'єри. Більшість часу, проведеного у складі «Данді Юнайтед», був основним гравцем команди, майже незмінно виходячи в її основному складі на позиції опорного півзахисника.
1995 року «Данді Юнайтед» втратив місце в шотландській Прем'єр-лізі і відпустив одного зі своїх найкращих гравців аби той продовжив виступи в елітному дивізіоні у складі новачка ліги, клубу «Рейт Роверс». Провівши трохи більше сезону в новому клубі, Макіналлі повернувся до «Данді Юнайтед», за який провів ще 16 матчів, довівши кількість своїх ігор за цю команду в чемпіонатах Шотландії до 300.
1997 року став гравцем «Данді», а завершив професійну ігрову кар'єру 2000 року в «Іст Файф».

## Виступи за збірні
1983 року залучався до складу молодіжної збірної Шотландії.
1987 року дебютував в офіційних матчах у складі національної збірної Шотландії. Протягом кар'єри у національній команді, яка тривала 7 років, провів у формі головної команди країни лише 10 матчів.
У складі збірної був учасником чемпіонату Європи 1992 року у Швеції.

## Кар'єра тренера
Розпочав тренерську кар'єру, повернувшись до футболу після невеликої перерви, 2004 року, очоливши тренерський штаб клубу «Грінок Мортон».
Протягом 2008–2011 років очолював команду «Іст Стірлінгшира», після чого був призначений головним тренером іншої шотландської нижчолігової команди, «Пітерхеда».

## Титули і досягнення
- Володар Кубка шотландської ліги (1):

«Селтік»:  1982–83
- Володар Кубка Шотландії (1):

«Данді Юнайтед»:  1993–94
- Чемпіон Європи (U-18): 1982